# Dindica marginata
Dindica marginata là một loài bướm đêm trong họ Geometridae.